# Sinagoga Cymbalista
La Sinagoga Cymbalista i Centre de l'Herència Jueva (en hebreu: בית הכנסת והמרכז למורשת היהדות ע"ש צימבליסטה) és la sinagoga principal de la Universitat de Tel-Aviv, i un centre cultural per la protecció de l'herència jueva, està situada en la ciutat de Tel-Aviv. La sinagoga deu el seu nom als suïssos Paulette i Norbert Cymbalista, que van encarregar el disseny de la sinagoga a l'arquitecte suís Mario Botta, que la va dissenyar en 1996.

## La sinagoga

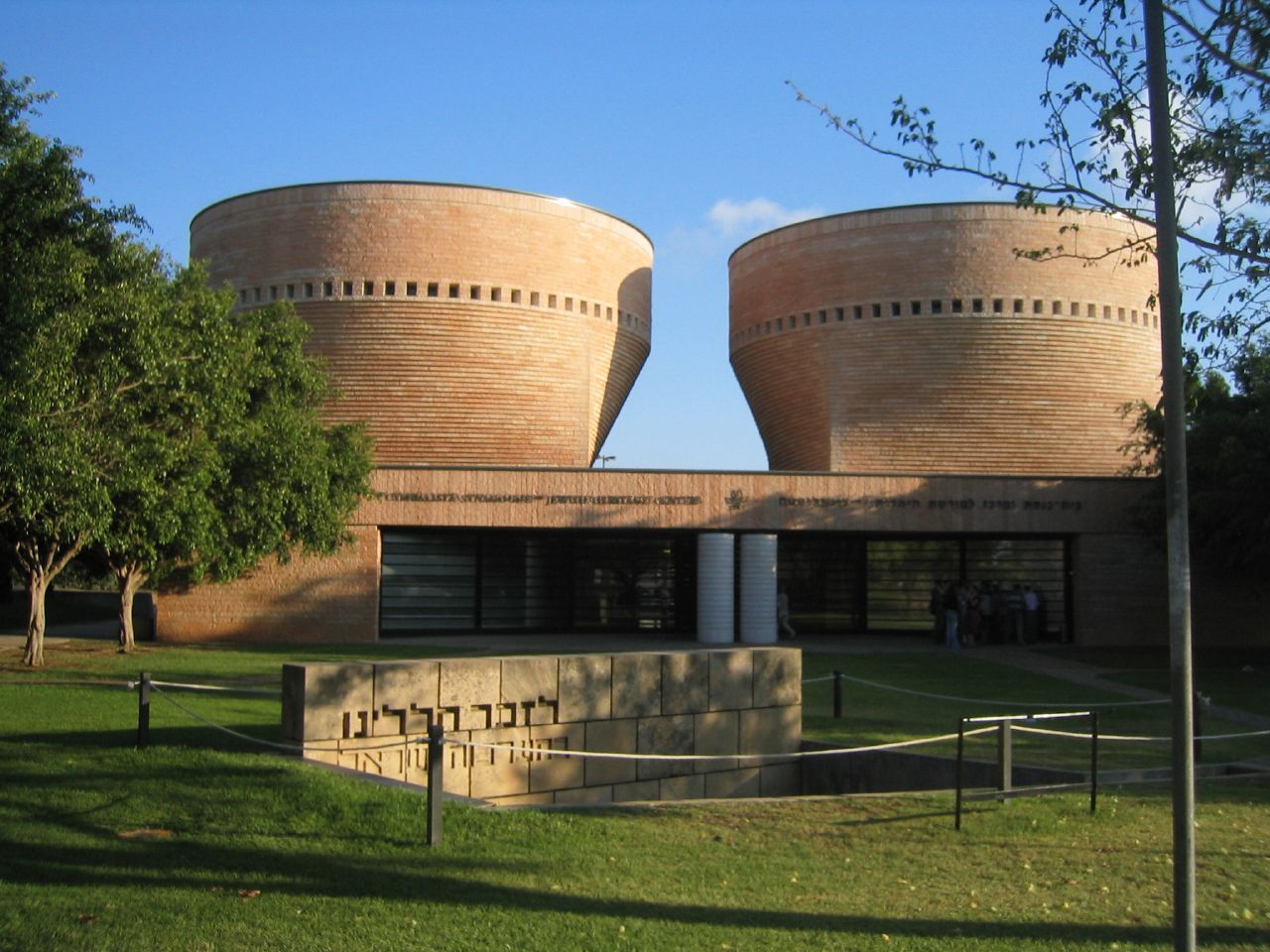
La Sinagoga Cymbalista.

La sinagoga va ser construïda en 1998. Des de la part exterior, la mateixa s'assembla a dos tubs fets amb maons portats d'Àsia. Els dos tubs creixen des de les seves bases de forma quadrada, les quals formen les sales comunes. L'edifici té dues sales separades en l'entrada, i això crea una bipolaritat entre la sala per a resos, que mira cap a l'Est i el Bet Midraix, que mira cap a l'Oest. El Hekhal està envoltat per un anell d'alabastre, el qual omple de llum la sala de resos, creant una imatge de santedat inspirada per la llum al voltant del Hekhal. Damunt de la sinagoga existeix alguna cosa semblant a una houppa, que deixa entrar la llum des del sostre, a més de la inscripció amb un versicle de la Torà, que diu: "שויתי יהוה לנגדי תמיד" en català: "Jo posaré a Déu sempre abans que jo" de Salms 16:8. Aquesta sinagoga va ser dissenyada i construïda quan molts arquitectes famosos estaven dissenyant edificis importants a Israel.